# Puget-Rostang

Puget-Rostang este o comună în departamentul Alpes-Maritimes din sud-estul Franței. În 1 ianuarie 2022 avea o populație de 121 de locuitori.